# Natalia González
Natalia Andrea González Bañados (Santiago de Chile, 26 de febrero de 1978) es una abogada y política chilena, independiente simpatizante de la Unión Demócrata Independiente (UDI).

## Biografía

### Primeros años y estudios
Nacida en Santiago de Chile el 26 de febrero de 1977. Realizó sus estudios superiores en la Pontificia Universidad Católica de Chile, donde obtuvo la Licenciatura en Derecho, lo que le permitió titularse de abogada por la Corte Suprema de dicho país. Posteriormente cursó un Máster en Derecho (LLM) de la Universidad de Chicago, misma casa de estudios de la que fue becaria Fulbright y CONICYT entre 2008 y 2009.

### Carrera profesional
Entre los años 2002 y 2006 ejerce como abogado asociada en el bufete de abogados chileno Carey. Posteriormente ejerce como asesora del Ministerio de Energía entre los años 2007 y 2008, y de los Ministerios de Hacienda y Energía entre los años 2010 y 2012. Entre los años 2012 y 2014 ejerce como abogado en el Centro de Estudios Libertad y Desarrollo, para luego ejercer como abogado del diario El Mercurio hasta 2017. Entre los años 2016 y y 2020 ejerce como directora del Centro de Derecho Regulatorio y Empresa de la Universidad del Desarrollo. El año 2018 se reintegra el Centro de Estudios Libertad y Desarrollo como subdirectora, finalizando su vínculo el año 2020 tras ser electa Consejera del Consejo para la Transparencia. Fue panelista estable de múltiples programas radiales de T13 Radio.

### Carrera política
El 23 de enero de 2023 la Cámara de Diputadas y Diputados de Chile ratificó su candidatura, patrocinada por la Unión Demócrata Independiente, como miembro de la Comisión Experta del proceso constituyente chileno del año 2023.